# Nel cosmo alla ricerca della vita (programma televisivo)
Nel cosmo alla ricerca della vita era un programma televisivo di divulgazione scientifica realizzato da Piero Angela e trasmesso su Rete 1 nel 1980.
Dopo avere trattato i temi della nascita dell'universo e della nascita ed evoluzione della vita sulla Terra, il programma prendeva in esame la possibilità di sviluppo della vita su altri pianeti e i programmi di ricerca scientifica portati avanti per scoprirne l'esistenza, come il programma SETI. Una puntata della trasmissione è stata dedicata al problema degli UFO, esaminato dal punto di vista della scienza. 
Dai temi della trasmissione è stato realizzato successivamente un libro, pubblicato con lo stesso titolo del programma televisivo.